# The Branding Iron
Pour plus de détails, voir Fiche technique et Distribution.
The Branding Iron est un film américain muet réalisé par Reginald Barker, sorti en 1920.

## Synopsis
Lorsque la jalousie maladive de Pierre Landis le pousse à marquer sa femme Joan au fer rouge comme si elle était sa propriété, elle est secourue par Prosper Gael, qui tire sur Pierre et emmène Joan dans une retraite secrète. Il persuade Joan que Pierre est mort, en même temps qu'il écrit secrètement une pièce basée sur l'histoire de Joan. Lorsque Joan découvre les mobiles de Gael, elle le quitte.
Quelques années plus tard, à New York, Joan assiste à la pièce de Gael. Pierre est présent, lui aussi. L'histoire émeut profondément Pierre, et quand il aperçoit Joan dans le public, il implore son pardon. Joan le lui accorde et lui donne une seconde chance.

## Fiche technique
- Titre : The Branding Iron
- Réalisation : Reginald Barker
- Scénario : J. G. Hawks, d'après le roman du même nom de Katharine Newlin Burt
- Photographie : Percy Hilburn
- Montage : J. G. Hawks
- Production : Samuel Goldwyn
- Société de production : Goldwyn Pictures Corporation
- Société de distribution : Goldwyn Distributing Corporation
- Pays d'origine :  États-Unis
- Langue originale : anglais
- Format : noir et blanc — 35 mm — 1,37:1 — Film muet
- Genre : drame
- Durée : 70 minutes (7 bobines)
- Dates de sortie :  États-Unis : novembre 1920

## Distribution
- Barbara Castleton : Joan Carver
- James Kirkwood : Pierre Landis
- Russell Simpson : John Carver
- Richard Tucker : Prosper Gael
- Sidney Ainsworth : Jasper Morena
- Gertrude Astor : Betty Morena
- Albert Roscoe : Révérend Frank Holliwell
- Marion Colvin : Mme Upper
- Joan Standing : Maude Upper
- Louie Cheung : Wen Ho

## Autour du film
- Le même roman a servi de source à Body and Soul en 1927